# Décès en mai 1986
Décès
- 1982
- 1983
- 1984
- 1985
- 1986
- 1987
- 1988
- 1989
- 1990

Pour une information complémentaire, voir la page d'aide.

| Date   | Nom                 | Activités                                | Âge | Source |
| ------ | ------------------- | ---------------------------------------- | --- | ------ |
| 2 mai  | Henri Toivonen      | pilote de rallye finlandais              | 29  |        |
| 7 mai  | Herma Szabó         | patineuse artistique autrichienne        | 84  |        |
| 7 mai  | Gaston Defferre     | homme politique français                 | 75  |        |
| 16 mai | Pierino Favalli     | coureur cycliste italien                 | 72  |        |
| 18 mai | Annie Gravatt       | pathologiste forestière américaine       | 92  |        |
| 24 mai | Stephen Thorne      | aspirant astronaute américain            | 33  |        |
| 28 mai | Théophile Lemonnier | peintre, dessinateur et graveur français | 85  |        |
| 29 mai | Nicole Algan        | peintre et sculptrice française          | 61  |        |
| 30 mai | Hank Mobley         | saxophoniste de jazz américain           | 55  |        |
| 31 mai | Jane Frank          | peintre américaine                       | 67  |        |
| 31 mai | Joseph Van Dam      | coureur cycliste belge                   | 84  |        |